# Eupithecia kozlovi
Eupithecia kozlovi es una especie de polilla de la familia Geometridae. La especie fue descrita por primera vez por Jaan Viidalepp habiendo sido descrita en 1973, con distribución en las montañas del Kirguistán y Mongolia. El holotipo de la especie fue descrita en las montañas en el corazón de la provincia de Govi-Altay.: 155 
Recibe su nombre del entomólogo ruso Michail Alexeevich Kozlov.

## Descripción
La polilla es pequeña con alas angostas y puntiagudas. Sus alas anteriores son color marrón grisácease con sus líneas transversales notorias de color negro y oblicuos mientras que las alas posteriores son de colores más claros.: 155  El punco discal es pequeño y negro. Tiene gran parecido con otra especie del Asia Central, Eupithecia pusillata aunque es de tamaño más pequeño. Es una polilla univoltina con vuelos enter comienzos de julio hasta mediados de agosto.

## Distribución
La especie ha sido confirmada en registros confirmados de las provincias de Sinkiang y Qinghai, Gansu y Mongolia Interior, las regiones del sur de Kazajistán y Kirguistán. Se ha descrito a altitudes de hasta 3000 metros (9842,5 pies) en las montañas de Tian Shan y Qinghai.